# إرنستو خوسيه ديجينهارت
إرنستو خوسيه ديجينهارت (بالإسبانية: Ernesto José Degenhart)‏ (مواليد 23 فبراير 1966) هو سبّاح غواتيمالي، مثّل بلاده في الألعاب الأولمبية الصيفية 1984.

## روابط خارجية
إرنستو خوسيه ديجينهارت على موقع الاتحاد الدولي للسباحة (الإنجليزية)
- إرنستو خوسيه ديجينهارت على موقع أوليمبيديا (الإنجليزية)